# 6116 Стілл
6116 Стілл (6116 Still) — астероїд головного поясу, відкритий 26 жовтня 1984 року.
Тіссеранів параметр щодо Юпітера — 3,251.